# Residència Sant Josep

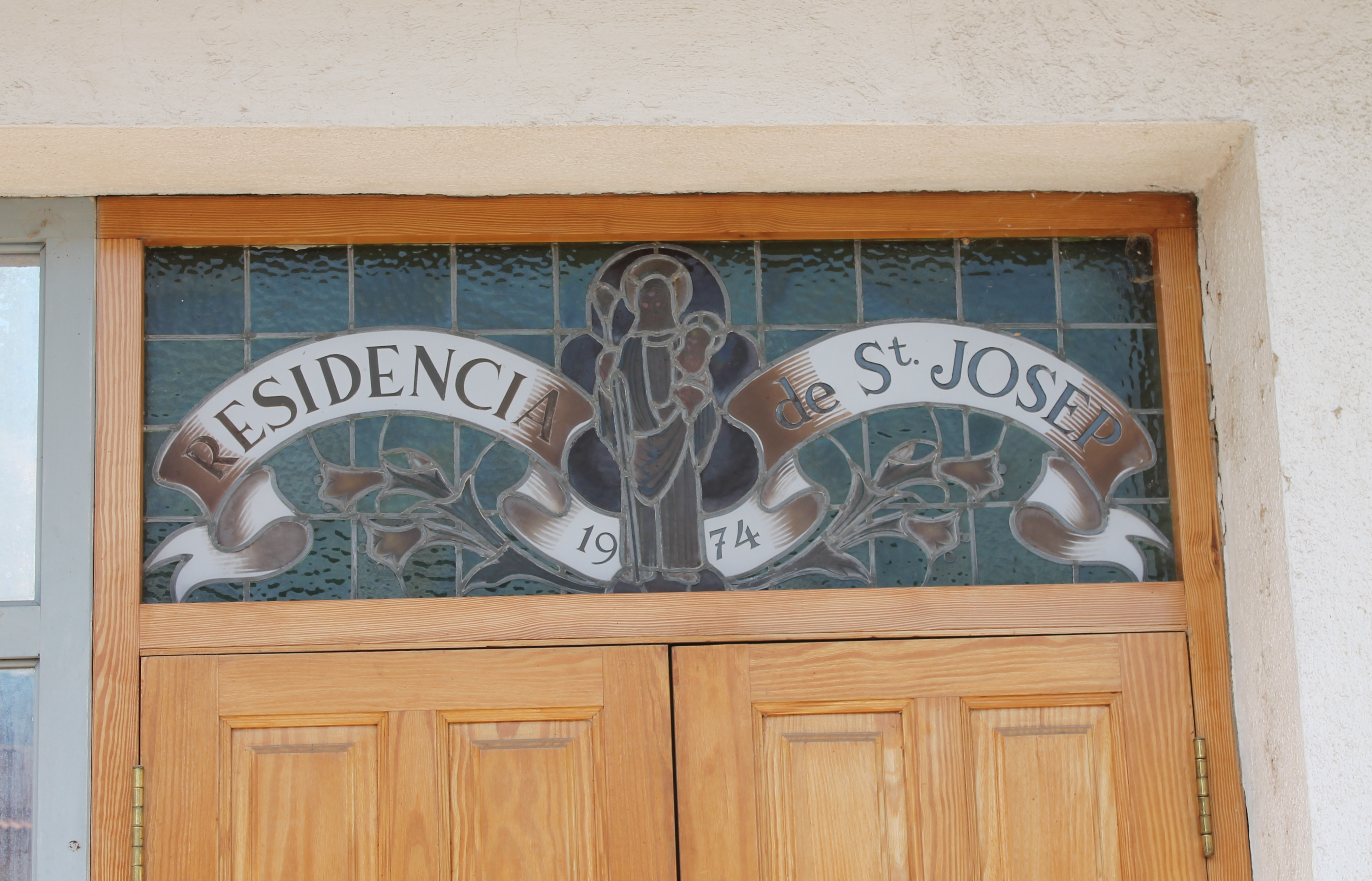

La Residència Sant Josep és un casal d'assistència benèfica de Puig-reig actualment constituït com a entitat privada d'iniciativa social, que es va crear com a Hospital de Pobres el 1926. La Residència Sant Josep és un centre sociosanitari assistit i ofereix els serveis de residència assistida i de centre de dia per a gent gran amb una capacitat de 114 places.
La iniciativa de la construcció de l'Hospital de Sant Josep a Puig-reig va tenir l'objectiu d'atendre les necessitats sociosanitàries d'una població obrera en situació de precarietat. L'obra fou finançada pels fabricants de les colònies industrials del poble, especialment per la família Prat que en va cedir els terrenys i pels Pons que en van pagar les obres. L'acord de construcció es va signar l'11 de desembre de 1912 i fou inaugurat, encara amb les obres no acabades, el 1926. Tenia aleshores una cabuda de 16 llits i era regentat per les germanes Franciscanes Missioneres de la Nativitat de la Mare de Déu, les Darderes. Per subscripció popular i amb donatius, en els quals el Doctor Llaveries fou especialment generós, hom va procedir a l'ampliació i remodelació d'unes obres que s'inauguraren el 7 de gener de 1975, arribant a tenir 92 llits.
El 2016 els avis van fer una exposició d'art. El 2018 usuaris i treballadors de la residència Sant Josep de Puig-reig es van repartir 880.000 euros de La Grossa.
El 2020 la residència acollia 114 residents i hi treballaven unes 80 persones. En el context de la pandèmia de la covid-19, al mes d'abril del 2020 la residència va fer una crida per trobar auxiliars de geriatria. El maig del 2020 tots els avis i el personal van donar negatiu de coronavirus en les proves PCR.